# Verband Verkehrswirtschaft und Logistik Nordrhein-Westfalen
Der Verband Verkehrswirtschaft und Logistik Nordrhein-Westfalen e.V. (VVWL) ist ein Unternehmer- und Arbeitgeberverband für Transport, Logistik, Spedition, Möbelspedition und Entsorgung in NRW. Er vertritt rund 2.000 Mitgliedsfirmen.

## Verbandszweck
Wesentliche Aufgabe des VVWL als Gewerbevertretung ist es, durch Lobbyarbeit eine praxisorientierte Gesetzgebung mit zu gestalten und die verkehrspolitischen Rahmenbedingungen im Sinne der Verkehrswirtschaft zu beeinflussen. Der Verband vertritt dazu die Anliegen seiner Mitglieder in NRW gegenüber der Politik, den Ministerien, den Bezirksregierungen sowie bei Behörden, Industrie und Handel.
Als Arbeitgeberverband verhandelt der VVWL mit seinem Tarifpartner Vereinte Dienstleistungsgewerkschaft auf Landesebene die Lohn-, Gehalts- und Manteltarifverträge als Flächentarifvertrag für NRW. Darüber hinaus vertritt er seine Mitglieder vor Arbeits- und Sozialgerichten.

## Aufbau und Mitgliedschaft
Der Verband gliedert sich in drei Fachverbände: Landesverband TransportLogistik und Entsorgung, Landesverband Spedition + Logistik sowie den Landesverband Möbelspedition und Logistik, denen sich die Unternehmer gemäß ihren Aufgabengebieten zuordnen. Die Mitglieder wählen aus ihren Reihen regionale Delegierte, die wiederum aus ihrer Mitte den Vorstand bestimmen. Darüber hinaus hat jedes tarifgebundene Mitglied Wahl- und Stimmrecht im Arbeitgeberverband Verkehrswirtschaft und Logistik.
Die Mitgliedschaft steht jedem auf Gewinnerzielung ausgerichteten Unternehmen offen, das in der Verkehrswirtschaft, Logistik und Entsorgung tätig ist und in Nordrhein-Westfalen seinen Sitz oder seine Niederlassung hat.

## Beispiele politischer Arbeit
Auf Landesebene hat der Verband beispielsweise maßgeblich in der Arbeitsgruppe Verkehr am Klimaschutzplan NRW des Landesumweltministeriums mitgearbeitet, die Luftreinhaltepläne der Bezirksregierungen für das Ruhrgebiet sowie Köln mitgestaltet und zur wesentlichen Beschleunigung des Neubaus erfolgreich gefordert, dass die Leverkusener Brücke in den Anhang zum Bundesfernstraßengesetz aufgenommen wird. Zu Expertenanhörungen im Landtag NRW wird der VVWL zu Fragen in der Logistik hinzugezogen.

## Vertretung auf Bundesebene
Der Verband ist mit seinen Fachverbänden Mitglied in den Bundesorganisationen Bundesverband Güterkraftverkehr Logistik und Entsorgung (BGL), Deutscher Speditions- und Logistikverband (DSLV) sowie im Bundesverband Möbelspedition und Logistik (AMÖ), in deren Gremien der VVWL mit seinen Mitgliedern intensiv mitarbeitet. Die deutsche Verbändelandschaft in der Logistik folgt größtenteils dem Subsidiaritätsprinzip der Bundesrepublik. Die drei großen Bundesverbände BGL, DSLV und AMÖ haben lediglich die rechtlich selbstständigen Landesverbände als Mitglied, in den Bundesverbänden sind keine Unternehmer direkt organisiert. Politischen Themen, die in den Landesregierungen, den Bezirksregierungen oder den Kommunen behandelt werden, werden von den Landesverbänden direkt selbständig bearbeitet.

## Zusammenarbeit mit anderen Akteuren in der Logistik
Mit dem Ziel, die Kräfte in der Logistikwirtschaft in NRW zu bündeln und eine aktive Logistik-Gemeinschaft in NRW zu bilden, hat sich der LOG-IT Club e.V. als Trägerverein mit dem Verband Verkehrswirtschaft und Logistik NRW zum LogistikCluster NRW zusammengeschlossen. Gefördert wird das Projekt vom Ministerium für Wirtschaft, Energie, Industrie, Mittelstand und Handwerk des Landes NRW sowie der EU. Das LogistikCluster NRW ist Teil der NRW-Clusterpolitik unter der Dachmarke Exzellenz.NRW und im Leitmarkt Mobilität und Logistik angesiedelt.
Mit seiner Vorgängerorganisation "Verband Güterkraftverkehr und Logistik Nordrhein e.V." ist der VVWL Gründungsmitglied der seit 1998 bestehenden Ordnungspartnerschaft "Sicherheit im Schwerlastverkehr", die im Jahr 2003 mit dem Landespreis für Innere Sicherheit NRW ausgezeichnet wurde.